# Salgen
Salgen è un comune tedesco di  1 485 abitanti, situato nel land della Baviera.